# Вечень
Вечень, Вечені (рум. Văceni) — село у повіті Телеорман в Румунії. Входить до складу комуни Дрегенешть-Влашка.
Село розташоване на відстані 60 км на південний захід від Бухареста, 19 км на північний схід від Александрії, 140 км на схід від Крайови.

## Населення
За даними перепису населення 2002 року у селі проживали 316 осіб, усі — румуни. Усі жителі села рідною мовою назвали румунську.